# 花生酸
花生酸（arachidic acid）又稱二十烷酸（eicosanoic acid）、二十酸，是存在于花生、蔬菜和鱼油中的一种具有20個碳的直链飽和脂肪酸；其英语名源於拉丁语 arachis，意為花生。
花生酸是花生油（1.1％-1.7％）、玉米油（3％）和可可脂（1%）等植物油的組分之一。

## 用途
花生酸用於生產洗滌劑，感光材料和潤滑劑。